# サルチェシュメ鉱山
サルチェシュメ鉱山（さるちぇしゅめこうざん、ペルシア語: كارخانجات مجتمع مس سرچشمه , サーチェシュメ鉱山とも）は、イラン・ケルマーン州にある銅鉱山。1973年に本格的なプラントが稼働した。

ここで産出される銅鉱石を精製する工場が2010年にベラルーシに建設された
。